# Szociális Testvérek Társasága
Szociális Testvérek Társasága (latinul: Societas Sororum Socialium, angolul: Sisters of Social Service, SSS): 1923. május 12-től: püspöki joghatóságú, magánfogadalmas, de a közös élet szabályait követő nők társasága; 1998-tól: „pápai jogú női apostoli élet társasága”.

## Magyarországon
1923-ban alakult meg, amikor jövendő tagjait, Slachta Margit vezetésével, elbocsájtották a Szociális Missziótársulatból, mert megőrizni kívánták annak eredeti, a Szent Benedek regulájának szellemét követő, de kevésbé szigorúan szabályzott, nyitottabb szervezeti kereteit. Ekkor létrehozták Budapesten saját társaságukat, a Szociális Testvérek Társaságát. Az addigi kék fátyolos egyenruha helyett egyszerű szürke ruhát öltöttek magukra, fátylat ünnepi alkalmakkor hordtak – ezért nevezték és nevezik őket „szürke testvéreknek” is.

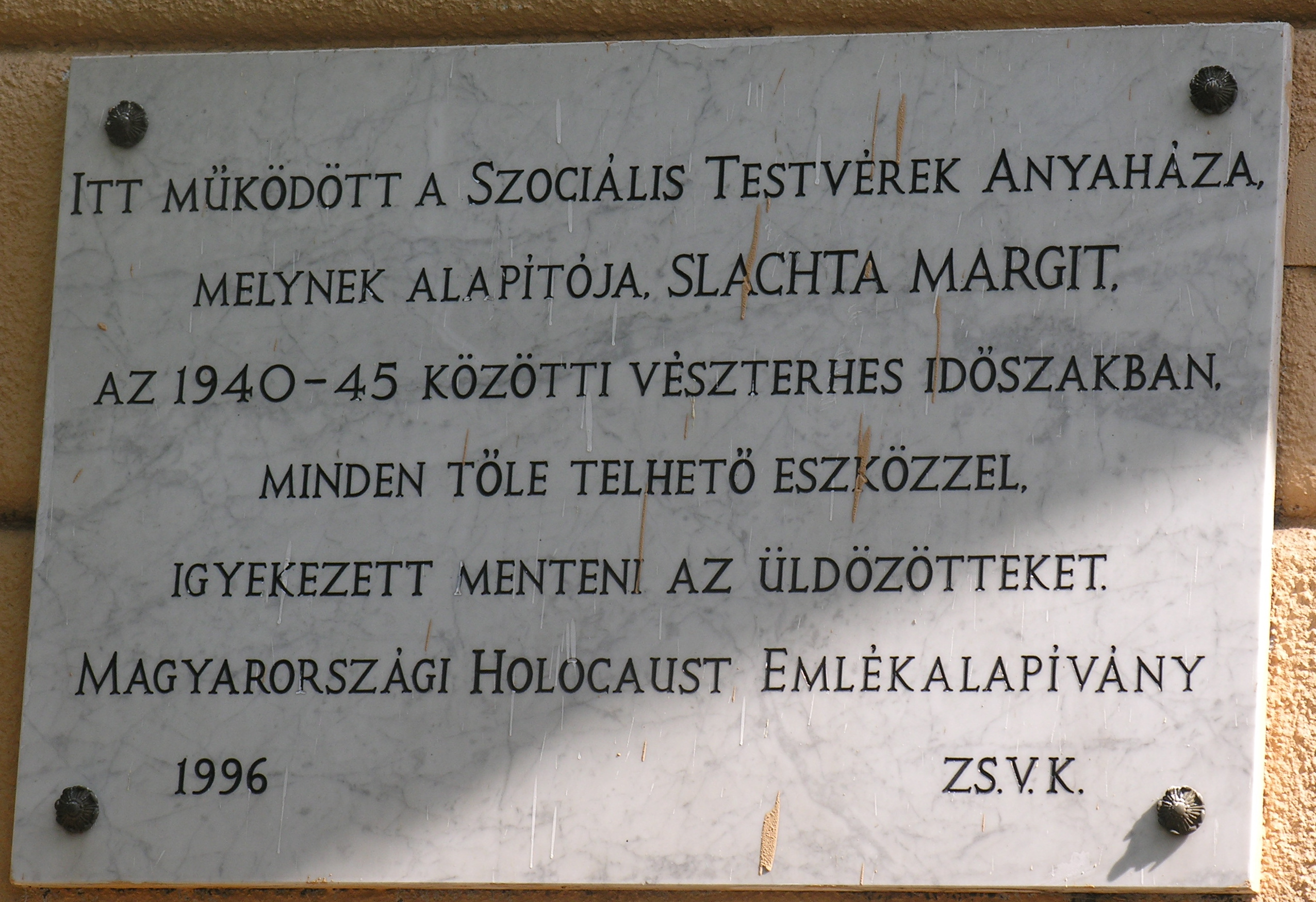
A Szociális Testvérek emléktáblája Budapesten, a Thököly út 69. szám alatt

Társasági formájuk nem hagyományos szerzetesrend, hanem annál kevésbé kötött társasági forma lett: egyházjogi meghatározással „magánfogadalmat tevő világi nők társasága”. Tagjai hároméves kiképzést követően tíz évig évenként tettek éves, majd ezután örök, úgynevezett egyszerű magánfogadalmat. Szabályzatuk szerint nem lehetett saját tulajdonú, vagy saját nevük alatt vezetett intézményük, de a Társaság hivatásos és képzett munkaerőt adott egyházi és világi (szociális és egyéb) munkakörökbe egyaránt. Az ország számos pontján működtek, követve fő céljukat: a lelkek mentését a közjó szolgálata, társadalmi problémák enyhítése, a nehéz helyzetben lévő nők, gyermekek és családok segítése által az Evangélium és a Katolikus egyház szociális tanításának szellemében, „tanúságot téve Isten megszentelő szeretetéről”, mindig a kor igényeinek megfelelően. A lényeget tekintve karitatív, szociális, mozgalmi és közéleti tevékenységet folytattak.
1937-ben Budapesten megalapították a Katolikus Női Szociális Képzőt, ahol az intézet megszűnéséig, 1948-ig, közel kilencven szociális gondozót képeztek. Alapításuktól fogva részt vettek a fontosabb katolikus nőmozgalmakban, előmozdítva a nők állampolgári jogait. Különösen jelentős volt Slachta Margit tevékenysége az általa már 1920-ban létrehozott Keresztény Női Táborban. 1944-ben kiemelkedő volt a testvérek szerepe az üldözöttek mentésében. Mintegy ezer főre tehető az általuk Budapesten és vidéki városokban megmentett zsidók száma. A mentésben való részvétel miatt halt vértanúhalált a társaság egyik tagja, a 2006-ban boldoggá avatott Salkaházi Sára.
A testvérek a háborút követően is folytatták munkájukat. Slachta Margit 1945 és 1948 között részt vett a politikai életben, országgyűlési képviselőként. 1950-ben, a szerzetesrendek állami feloszlatásakor, a mintegy másfélszáz fogadalmas tagot számláló magyarországi Társaság működését is betiltották. 1989-ig illegalitásban működtek tovább. Ezekben az években, bár hat testvér összesen 11 évet töltött börtönben, mégis, titokban, 69 új belépő tett fogadalmat a Társaság tagjaként.
1989-ben kezdődött meg a Társaság újjászervezése. 1998-tól a Társaság egyházjogilag „pápai jogú apostoli élet társasága”.  Tagjai dolgoznak a szociális munka, az egészségügy, a kultúra, a nevelés és a közélet területén, de vannak testvérek akik részt vesznek a cigánypasztorációban, a hajléktalanok szolgálatában, a plébániai és egyházmegyei karitász munkájában. Bekapcsolódnak különféle egyházi és lelkiségi mozgalmakba (pl. cserkészmozgalom, életvédelem, nőmozgalom). Tevékenységükkel 2007-ben kiérdemelték a Radnóti Miklós antirasszista díjat.
Ma kétféle módon lehet a Társasághoz tartozni: a belső testvérek kisebb közösségekben élnek, a külső testvérek pedig egyedül élve tesznek tanúságot Istennek szentelt életükről. A külső testvérek tagsága lehet nyilvános vagy titkos. A Kültagok is részt vesznek a Társaság küldetésének megvalósításában életállapotuknak megfelelően, akár egyedülállóként, akár családosként.
Magyarországon a Társaság létszáma 2021 júniusában összesen 81: ebből 70 örökfogadalmas, 6 ideiglenes fogadalmas, 5 jelölt és 5 jelentkező. A kültagcsoport a testvérek irányítása alatt működik, de jogilag nem tagja a Társaságnak.

## Erdélyben
Erdélyben már 1921-ben a Szociális Missziótársulat tagjaiként működtek missziós nővérek Temesváron. 1923-ban mindnyájan a Szociális Testvérek Társaságához csatlakoztak és Ikrich Auguszta testvér irányításával létrehozták a Szociális Testvérek Társasága Erdélyi Kerületét. Tagjai évtizedeken át igen széles körű munkát végeztek: egyházközségi munkatársként segítették az árvákat, gondozták a szegényeket, dolgoztak a hitoktatás, az egészségügy- és családvédelem, a társadalmi mozgalmak és a sajtó területén egyaránt. Temesvár mellett tevékenykedtek többek között Nagyváradon, Aradon, Csíksomlyón, Brassóban, Gyulafehérváron és Marosvásárhelyen. Mailáth Gusztáv Károly erdélyi püspök engedélyével 1928-ban Temesvárról áthelyezték központjukat Kolozsvárra. Itt 1927-ben bérbe vették és 1944 őszéig működtették a Központi Szállót és Éttermet.
Már 1922-ben szociális tanfolyamot tartottak Brassóban, 1923-ban Csíkszeredában, 1925-ben Marosvásárhelyt, 1926-ban Tusnádon. 1925-től szoros együttműködésben dolgoztak a katolikus női szervezeteket egységbe fonó Romániai Katolikus Nőszövetséggel. 1933-tól Nagyváradon kétéves szociális iskolát indítottak a testvérek "Egyházközségi nővéreket képző iskola" név alatt, majd 1939-ben Kolozsvárott létrehozták a Társaság hároméves főiskolai szintű szociális képzést nyújtó oktatási intézményét, ahová az egész ország területéről érkeztek hallgatók. (Ez az intézmény 1940 és 1944 között Katolikus Női Társadalomtudományi Szakiskola néven működött.) Az oktatás színvonalát egyetemi és teológiai tanárok emelték. 1941-ben Kézdivásárhelyen és Csíksomlyón indítottak több hónapos Székely Leány Népfőiskolát. 1942-től világnézeti tanfolyamokat is szerveztek, hogy így szálljanak szembe a német nemzeti szocializmus ideológiájával. Származásra való tekintett nélkül segítették az üldözötteket és háború károsultjait.
Romániában 1945-1949 között több testvér együtt dolgozott a bukaresti apostoli nunciussal az egyház jogainak védelmében. A katolikus szervezetek 1949. évi romániai feloszlatását követően plébániákon, egészségügyi intézményekben, állami vállalatoknál helyezkedtek el mint szociális gondozók, védő- és szülésznők, hitoktatók, kántorok, egyházközségi nővérek, templomgondozó sekrestyések vagy mint egyszerű munkások. A gyulafehérvári püspökségen Márton Áron kérésére többen is dolgoztak.
A kommunista üldöztetések során 16 testvért ítéltek kettőtől húsz évig terjedő börtönbüntetésre. Bár néhányuk 1964-ben amnesztiával hamarabb szabadult, a többség teljes büntetését letöltötte.

## A mai Szlovákiában
1927-ben Csehszlovákiában, Kassán, Slachta Margit szülővárosában telepedett le és fejlődött a Társaság Kowalcze Anita testvér vezetésével.

## Az Újvilágban
1923-ban Horváth Ida, Schwartz Mária és Lampert Júlia testvérek Budapestről Nyugat-Kanadába mentek, hogy ott a magyar kivándoroltakért dolgozzanak. Ugyanebben az évben, Horváth Friderikát is kiküldték az Egyesült Államokba, hogy házat alapítson Buffaloban, ahol nemsokára kilenc testvér dolgozott különböző plébániákon, majd a következő években több amerikai városban. 1926-ban érkezett Horváth Friderika Los Angelesbe, és elültette a szociális testvérek szellemiségét, lerakván a később megalakult kaliforniai kerület alapjait.
Az eltérő vallási, politikai és kulturális viszonyok miatt a testvérek az Egyesült Államokban és Kanadában kevésbé sokrétű munkát végeztek: elsősorban egyházközségi munkát vállaltak, a bevándorlók gyermekei számára nyári iskolákat szerveztek, táborokban és settlement házakban (népművelő gondozó otthon, ahol a legszegényebbeket segítik) dolgoztak, és szakképzett testvéreket biztosítottak különböző szociális intézmények számára.
1949-ben a Társaság Csekey Nikoletta testvér személyében Kubában is letelepedett.
Mivel Slachta Margit politikai okokból kénytelen volt elhagyni hazáját, Magyarországot, a Társaság központi kormányzatát 1950-ben az egyesült államokbeli Buffaloba helyezte át. A buffaloi és kubai, valamint a szlovákiai letelepedéseket a fejlődésük nyomán 1969-ben önálló kerületekké nyilvánították.
A kaliforniai és kanadai kerület 1955-ben autonóm intézménnyé vált Los Angeles központtal. 1977-ben a kanadai testvérek Los Angelestől független, autonóm intézménnyé váltak Hamilton központtal.
A budapesti központú, a Los Angeles-i és a hamiltoni Szociális Testvérek Társaságának gyökerei és öröksége közös, az 1972. április 7-én megalakult Szociális Testvérek Társasága Föderációja által léptek újra együttműködő kapcsolatba egymással.

## A Társaság nemzetközi szervezete a 21. század elején
A Szociális Testvérek Társaságának a világon szétszórtan élő tagjai 1972-ben föderációt hoztak létre. Ennek a föderációnak jelenleg három ága van:
1. Az egyik ág központja Budapest (korábban, 1998 előtt: Buffalo). Ide tartoznak a magyarországi, a szlovákiai, a romániai, a kubai és a buffalói szociális testvérek (2010-ben mintegy kétszáz testvér).
2. A kaliforniai ág központja Los Angeles. Az ide tartoznak az USA nyugati partvidékén, valamint a Mexikóban, Tajvanon és a Fülöp-szigeteken élő testvérek .
3. A Toronto központú kanadai ág testvérei Kanada keleti és nyugati partvidékén élnek.

## Jegyzet
1. ↑  A Szociális Testvérek Társasága nem szerzetesrend egyházjogi értelemben, tagjai nem „nővérek”, hanem „(szociális) testvérek”. Lásd a Magyar katolikus lexikon vonatkozó szócikkét
2. ↑  A Szociális Testvérek Társaságának kültagjai olyan önkéntes, szabadon csatlakozó személyek, akik életállapotuknak megfelelően a hűség ígéretével kötelezik el magukat a Társaság karizmájában és küldetésében való részvételre. Bekapcsolódnak a testvérek imájába és munkájába. - Kültag lehet minden római katolikus vallású, egyházilag rendezett életállapotú, házas vagy egyedülálló személy (nő és férfi), aki betöltötte 18. életévét, aki elkötelezte magát a felelős keresztény életre, és akit a Társaság szellemével egyező lelkülete, szociális érzékenysége erre képessé tesz. A kültagság nyitva áll a papság előtt is. (Forrás:  Archiválva 2022. március 1-i dátummal a Wayback Machine-ben